# Liên hoan nhạc Jazz Od Nowa ở Toruń
Liên hoan nhạc Jazz Od Nowa là một lễ hội âm nhạc được tổ chức thường niên trong mùa lễ hội Od Nowa của thành phố Toruń. Lễ hội được bắt đầu từ năm 2001 và được tổ chức bởi Câu lạc bộ sinh viên Jazz Od Nowa ở Toruń, nay là Trung tâm Văn hóa và Nghệ thuật"Od Nowa".

## Lịch sử của lễ hội
Ý tưởng cho việc tổ chức lễ hội nhạc Jazz Od Nowa được đưa ra bởi Câu lạc bộ sinh viên Jazz Od Nowa ở Toruń (nay là Trung tâm Văn hóa và Nghệ thuật"Od Nowa") vào năm 2001. Đây là một trong những lễ hội nhạc Jazz trẻ nhất của Ba Lan, có sức thu hút một lượng lớn người hâm mộ. Mục đích của ban tổ chức đặt ra là để đáp ứng thị hiếu của những người yêu nhạc Jazz, cũng như quan tâm đến thể loại âm nhạc này, đồng thời quảng bá nhạc Jazz đến với những người trẻ yêu nhạc, để họ có bầu không khí cảm nhận nhạc Jazz thú vị nhất.
Ngay từ đầu, liên hoan nhạc Jazz Od Nowa đã được đặc trưng bởi một hình thức độc đáo và nhất quán đó là sự kết hợp các bản nhạc Jazz cổ điển với các bản đương đại. Trong các lần liên hoan, luôn xuất hiện những bản nhạc Jazz được xem là xuất sắc nhất và được thể hiện bởi những nghệ sĩ nhạc Jazz tài năng nhất, như ngôi sao nhạc Jazz Ba Lan Michał Urbaniak, Tomasz Stańko, Adam Makowicz, Jan Ptaszyn Wróblewski, bên cạnh đó còn có sự tham gia biểu diễn của các nghệ sĩ Quốc tế như Leszek Możdżer, Hiram Bullock, Victor Lewis, David Friesen, Giovanni Mirabassi, Peter Brötzmann.

## Thời gian của lễ hội
- Năm thứ nhất: diễn ra từ ngày 2 đến ngày 3 tháng 3 năm 2001.

- Năm thứ 2: diễn ra từ ngày 1 đến ngày 2 tháng 3 năm 2002.

- Năm thứ 3: diễn ra từ ngày 22 đến ngày 23 tháng 2 năm 2003.

- Năm thứ 4: diễn ra từ ngày 20 đến ngày 21 tháng 2 năm 2004.

- Năm thứ 5: diễn ra từ ngày 11 đến ngày 12 tháng 2 năm 2005.
- Năm thứ 6: diễn ra từ ngày 24 đến ngày 25 tháng 2 năm 2006.
- Năm thứ 7: diễn ra từ ngày 24 đến ngày 25 tháng 2 năm 2007.
- Năm thứ 8: diễn ra từ ngày 22 đến ngày 23 tháng 2 năm 2008.
- Năm thứ 9: diễn ra từ ngày 27 đến ngày 28 tháng 2 năm 2009.
- Năm thứ 10: diễn ra từ ngày 24 đến ngày 27 tháng 2 năm 2010.
- Năm thứ 11: diễn ra từ ngày 23 đến ngày 26 tháng 2 năm 2011.
- Năm thứ 12: diễn ra từ ngày 22 đến ngày 25 tháng 2 năm 2012.
- Năm thứ 13: diễn ra từ ngày 20 đến ngày 23 tháng 2 năm 2013.
- Năm thứ 14: diễn ra từ ngày 26 tháng 2 đến 2 tháng 3 năm 2014.
- Năm thứ 15: diễn ra từ ngày 25 đến ngày 28 tháng 2 năm 2015.
- Năm thứ 16: diễn ra từ ngày 24 đến ngày 27 tháng 2 năm 2016.
- Năm thứ 17: diễn ra từ ngày 22 đến ngày 25 tháng 2 năm 2017.
- Năm thứ 18: diễn ra từ ngày 21 đến ngày 24 tháng 2 năm 2018.
- Năm thứ 19: diễn ra từ ngày 20 đến ngày 23 tháng 2 năm 2019.
- Năm thứ 20: diễn ra từ ngày 26 đến ngày 29 tháng 2 năm 2020.